# Осми путник 3
Осми путник 3 (енгл. Alien 3; „Туђин 3”) је амерички научнофантастични-хорор филм из 1992. редитеља Дејвида Финчера, написан од стране Дејвида Гајлера, Волтера Хила и Лерија Фергусона, адаптиран из приче Винсента Ворда. У филму глуми Сигорни Вивер која репризира своју улогу Елен Рипли. Представља трећи део франшизе Осми путник и довео је до наставка, Осми путник 4: Васкрснуће (1997).
Смештен одмах након догађаја из филма Осми путник 2 (1986), Риплијева и ванземаљски организам, једини су преживели у колонијално-маринском свемирском броду Сулако, након пада брода за бег на планету у којој се налази казнена колонија, насељена насилним мушкарцима. Додатне улоге играју Чарлс Денс, Брајан Гловер, Чарлс Стенли Датон, Ралф Браун, Пол Макган, Дени Веб, Ленс Хенриксен, Холт Макалани, Пит Послтвејт и Данијел Едмонд.
Филм се суочио са проблемима током продукције, укључујући снимање без сценарија, а приложени су и различити сценаристи и редитељи. Финчер је, у свом дугометражном редитељском дебију, доведен у режију након што је предложена верзија са Винсентом Вордом као редитељем отказана током предпродукције.
Филм Осми путник 3 је објављен 22. маја 1992. Иако је имао лош учинак на америчкој благајни, зарадио је преко 100 милиона америчких долара ван Северне Америке. Филм је добио мешовите критике и сматран је инфериорним у односу на претходне делове. Финчер се од тада одрекао филма, кривећи за уплитање студија и рокове. Номинован је за Оскара за најбоље визуелне ефекте, седам награда Сатурн (за најбољи научнофантастични филм, за најбољу глумицу за Виверову, за најбољу споредну мушку улогу за Датона, за најбољег редитеља за Финчера и за најбољи сценарио за Гајлера, Хила и Фергусона), награду Хуго за најбољу драмску презентацију и MTV филмску награду за најбољу секвенцу акције. Током 2003, ревидирана верзија филма позната као Монтажни рез објављена је без Финчеровог учешћа и добио топлији пријем.

## Радња
Након догађаја из филма Осми путник 2, ватра започиње на колонијално-маринском свемирском броду Сулако. Рачунар покреће спасилачку махуну у којој се налазе Елен Рипли, млада девојка Њут, Хикс и оштећени андроид Бишоп; сви четворо су у крионском застоју. Скенер крионика посаде показује краљицу ванземаљаца за лице прикачену за једног члана. Махуна се срушила на Фјорину „Фјури” 161, ливницу и поправну установу за рад двоструког Y хромозома са максималном сигурношћу у којој живе мушки затвореници са генетском мутацијом која оштећеном појединцу даје предиспозицију за асоцијално понашање. Затвореници опорављају срушену капсулу и њене путнике. Исти ванземаљац за лице се примећује како се приближава псу затвореника Томаса Марфија, Спајку.
Риплијеву буди Клеменс, затворски лекар, који је обавештава да је она једина преживела. Упозорава је управник затвора Харолд Ендруз да њено присуство може имати ометајуће ефекте. Риплијева инсистира на томе да Клеменс изврши аутопсију Њут, потајно се плашећи да Њут можда носи ванземаљски ембрион. Упркос протестима управника и његовог помоћника Арона, извршена је обдукција и није пронађен ембрион. Тела Њут и Хикса су кремирана. На другом месту у затвору, четвороножни ванземаљац је пукао из Спајка.
Риплијева проналази оштећеног Бишопа на затворском сметлишту. Баш кад напушта то подручје, четворица затвореника су је ставили у ћошак и скоро су је силовали. Након што ју је спасио вођа затвореника Дилон, Риплијева се враћа у амбуланту и поново активира Бишопа, који, пре него што затражи да буде трајно искључен, потврђује да је ванземаљац за лице дошао са њима до Фјорине у спасилачкој капсули. Одрастајући у пуној величини, ванземаљац убија Марфија, Богса и Рејнса и враћа затвореног затвореника Голика у његово претходно психопатско стање — Голик то створење назива „змајем”. Риплијева обавештава Ендруза о свом претходном сусрету са ксеноморфима и предлаже свима да заједно раде на лову и убијању. Изузетно скептични Ендруз не верује њеној причи и објашњава да је, чак и ако је говорила истину, објекат без оружја; једина нада им је спасилачки брод који је за Риплијеву послала Weyland-Yutani Corporation.
Ванземаљац заседа Риплијеву и Клеменс у затворској амбуланти, убијајући га и готово убија Риплијеву, али је тада мистериозно поштеђује и повлачи се. Риплијева тада жури у кафетерију да упозори остале. Ендруз инсистира да је у заблуди и наређује Арону да је одведе натраг у амбуланту, али самог управника увлачи у отворе и убија чудовиште. Риплијева преузима команду, окупља затворенике и предлаже да у систем за вентилацију сипају запаљиви токсични отпад и пале га како би избацили ванземаљца. Међутим, његова интервенција узрокује превремену експлозију и неколико затвореника је убијено. Уз Аронову помоћ, Риплијева се скенира користећи медицинску опрему за бекство и открива ембрион ванземаљске краљице који расте у њој. Такође открива да се Weyland-Yutani нада да ће ванземаљце претворити у биолошко оружје.
Закључујући да је ванземаљац неће убити због ембриона који носи, Риплијева моли Дилона да је убије; слаже се само ако она помогне затвореницима да прво убију ванземаљца. Они формирају план за намамљивање ванземаљца у калупе ливнице, заробљавање кроз низ затварајућих врата и утапање у растопљено олово. План мамаца и јурњава резултира смрћу свих преосталих затвореника, осим Дилона и Морса. Дилон се жртвује да постави ванземаљца према калупу док Морс излива истопљено олово на њих. Иако је ванземаљац прекривен растопљеним металом, он побегне из калупа, али Риплијева активира прскалице за пожар, узрокујући да се његов растопљени метални егзоскелет брзо охлади и распрсне, разносећи га.
Стиже тим Weyland–Yutani, укључујући научнике, тешко наоружане командосе и човека који изгледа идентично као Бишоп, који објашњава да је Бишопов творац. Покушава да наговори Риплијеву да се подвргне операцији уклањања ембриона краљице ванземаљаца, за коју тврди да ће бити уништена. Веома скептична, Риплијева одбија и враћа се на покретну платформу, коју Морс поставља изнад пећи. Екипа Weyland–Yutani пуца Морса у ногу у покушају да га заустави; Арон, верујући да је Бишоп сличан андроиду, удара човека кључем и пуцају га командоси, убијајући га. Не обазирући се на Бишопове молбе да им да ембрион, Риплијева се баца у пећ, убијајући се, баш кад из ње избија дојена краљица. Објекти су затворени. Морс, једини преживели, одведен је као последњи Риплин снимак из капетановог дневника из Ностромових снимака у EEV.

## Улоге
| Глумац              | Улога               |
| ------------------- | ------------------- |
| Сигорни Вивер       | Елен Рипли          |
| Чарлс Стенли Датон  | Леонард Дилон       |
| Чарлс Денс          | Џонатан Клеменс     |
| Брајан Гловер       | Харолд Ендруз       |
| Ралф Браун          | Френсис Арон        |
| Пол Макган          | Волтер Голик        |
| Дени Веб            | Роберт Морс         |
| Ленс Хенриксен      | Бишоп               |
| Том Вудраф Млађи    | ванземаљац          |
| Пит Послтвејт       | Дејвид Послтвејт    |
| Холт Мекалани       | Џуниор              |
| Питер Гинис         | Питер Грегор        |
| Данијел Едмонд      | Ребека „Њут” Џорден |
| Кристофер Фербанк   | Томас Марфи         |
| Фил Дејвис          | Кевин Дод           |
| Винсензо Николи     | Алан Џуд            |
| Леон Херберт        | Едвард Богс         |
| Кристофер Џон Филдс | Данијел Рејнс       |
| Најл Баги           | Ерик Баги           |
| Хај Чинг            | човек из предузећа  |
| Карл Чејс           | Френк Елис          |
| Клив Ментл          | Клив Вилијам        |
| Деобија Опареј      | Артур Вокстик       |
| Пол Бренан          | Јоши Трој           |
| Мајкл Бин           | Двејн Хикс          |